# Четри, Сунил
Суни́л Че́три (англ. Sunil Chhetri; непальск. सुनिल क्षेत्री; род. 3 августа 1984, Секундерабад) — индийский футболист, выступавший на позиции нападающего. Является лучшим бомбардиром сборной Индии за всю историю.

## Клубная карьера
Сунил Четри начал свою футбольную карьеру в 18 лет, подписав контракт с клубом «Мохун Баган» из города Калькутта. Спустя три сезона Сунил перешёл в «ДжКТ» из Пенджаба. В чемпионате Индии 2006/07 Четри в 11 матчах забил 12 мячей за «ДжКТ» и был назван лучшим футболистом чемпионата Индии по версии Индийской федерации футбола в 2007 году.
Благодаря своей результативности Сунилом заинтересовались несколько клубов из Европы, а именно «Эшторил-Прая» из второго дивизиона Португалии и «Лидс Юнайтед» из первой лиги Англии. Но в итоге Сунил остался в Индии и перешёл в калькуттский «Ист Бенгал».
В июле 2012 года Четри всё-таки перешёл в европейский клуб. Двухлетний контракт с капитаном сборной Индии подписала резервная команда «Спортинга» (Лиссабон).

## Карьера в сборной
Родители Четри являются выходцами из Непала, но Сунил решил выступать за национальную сборную Индии. Дебют Сунила состоялся в 2005 году в товарищеском матче против сборной Пакистана. Лучший показатель результативности Сунил продемонстрировал в матче против сборной Таджикистана в 2007 году, оформив хет-трик. Благодаря игре за сборную Четри получил звание футболиста года в Индии, а три его мяча в ворота сборной Таджикистана были внесены в перечень памятных спортивных моментов 2007 года в Индии.
Был приглашён в состав сборной Индии для участия на Кубке Азии 2019 года. В первом матче против Таиланда, благодаря двум его забитым мячам, команда одержала убедительную победу 4:1. Он является лучшим бомбардиром Сборной Индии по футболу.